# Mándres (ort i Cypern, Eparchía Ammochóstou, lat 35,35, long 33,80)
Mándres är en ort i Cypern.   Den ligger i distriktet Eparchía Ammochóstou, i den nordöstra delen av landet, 40 km öster om huvudstaden Nicosia. Mándres ligger 321 meter över havet och antalet invånare är 188. Den ligger på ön Cypern.
Terrängen runt Mándres är kuperad norrut, men söderut är den platt. Trakten runt Mándres är ganska glesbefolkad, med 25 invånare per kvadratkilometer. Närmaste större samhälle är Tríkomo, 10,8 km sydost om Mándres. Trakten runt Mándres är i huvudsak ett öppet busklandskap.